# NGC 288
NGC 288 là cụm sao cầu trong chòm sao Ngọc Phu. Nó được mô tả bởi John Dreyer vào năm 1888. Cụm sao nằm cách thiên hà NGC 253 khoảng 1,8° về phía đông nam, 37′ về phía bắc-đông bắc của cực nam thiên hà, 15′ phía nam-đông nam ngôi sao có cường độ 9. Nó có thể quan sát thông qua ống nhòm.